# Benedikt Dreyer
Pour les articles homonymes, voir Dreyer.
Benedikt Dreyer, né avant 1495 et mort vers 1555, est un sculpteur sur bois et peintre allemand.

## Biographie
Dreyer est d'abord apprenti à Lunebourg en 1506 et 1507 à l'église Saint-Jean et retourne ensuite à Lübeck, où il passe toute sa vie. C'est l'auteur de plusieurs autels avec de remarquables polyptyques, comme vers 1522 celui de l'autel voué à saint Antoine de l'église, disparue aujourd'hui, de l'abbaye du château de Lübeck (de) (ancien couvent Sainte-Marie-Madeleine), ainsi que celui de l'autel de l'église de Lendersdorf et de l'église de Tramm. Ce dernier se trouve actuellement au musée Sainte-Anne de Lübeck.
De ses mains sont issus également Dieu le Père avec le Christ mort de l'hospice du Saint-Esprit, ainsi que les blasons de l'Angleterre, de Bergen et de Novgorod (aujourd'hui au musée Sainte-Anne). Un autre autel de Dreyer, provenant de l'église danoise de Birket, sur l'île de Lolland, se trouve aujourd'hui au musée des arts de Copenhague.

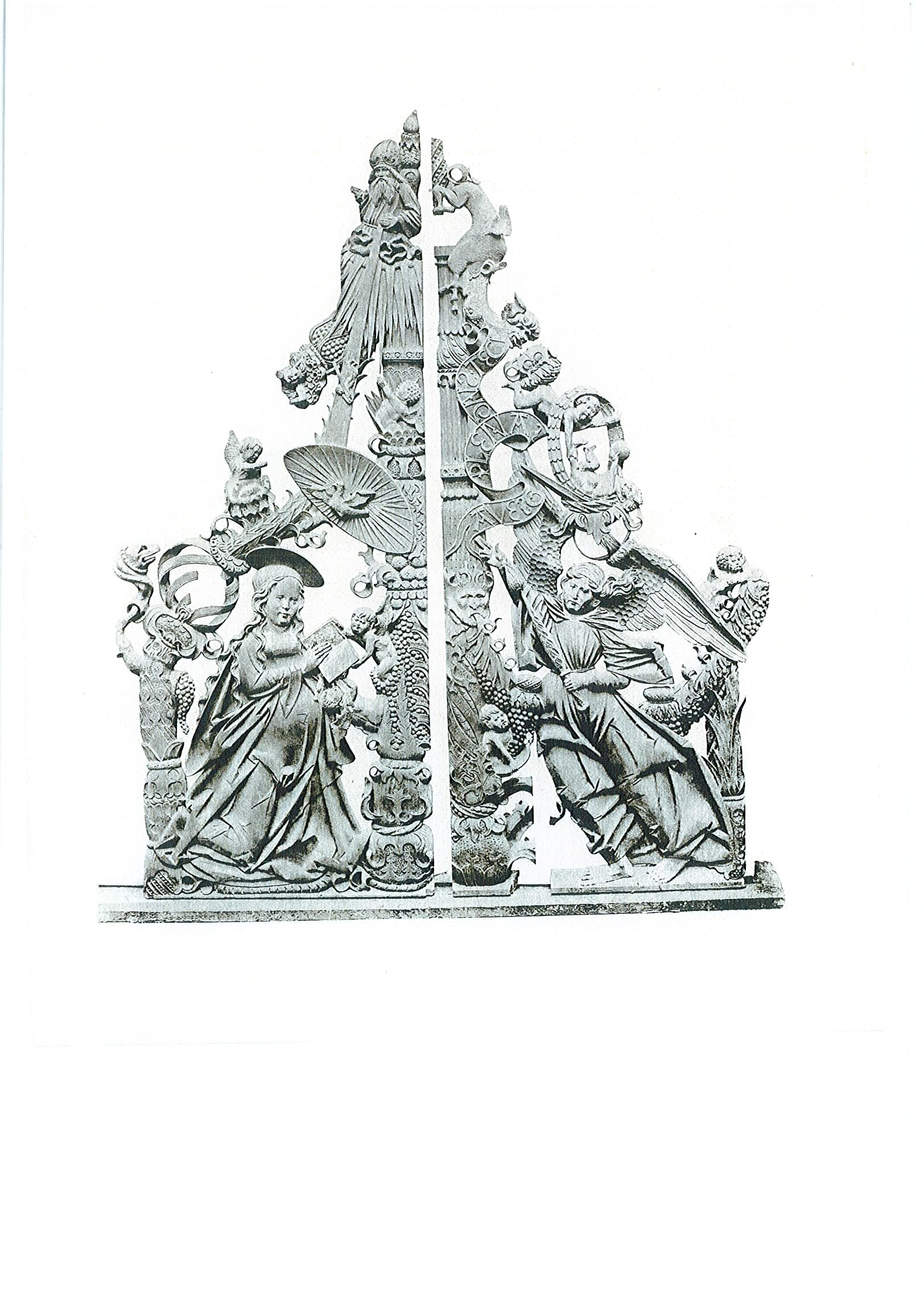
Détail de l'Annonciation de l'ancienne chaire de Sainte-Marie de Lübeck

Benedikt Dreyer sculpte en 1533-1534 la chaire de l'église Sainte-Marie de Lübeck avec des motifs réformés. C'est donc, trois ans après la l'adoption de la Réforme à Lübeck, une des œuvres d'art les plus anciennes et les plus significatives de l'art protestant d'Allemagne du nord. Lorsqu'une nouvelle chaire est installée à l'église en style baroque en 1699, la chaire de Dreyer est vendue à l'église de Zarrentin où elle se trouve toujours.

## Source
- (de) Cet article est partiellement ou en totalité issu de l’article de Wikipédia en allemand intitulé « Benedikt Dreyer » (voir la liste des auteurs).